# Tamara Müller (Politikerin)
Tamara Müller (* 28. Dezember 1989 in Bernkastel-Kues) ist eine deutsche Politikerin (SPD). Seit 2021 ist sie Abgeordnete im Landtag Rheinland-Pfalz.

## Leben
Müller wuchs in Morbach auf, wo sie auch die Grundschule besuchte. Anschließend besuchte sie das Nikolaus-von-Kues-Gymnasium in Bernkastel-Kues, wo sie 2009 ihr Abitur ablegte. Sie absolvierte daraufhin eine Ausbildung zur Rettungssanitäterin und arbeitete als solche in Bernkastel-Kues. Anschließend studierte sie an der Johann Wolfgang Goethe-Universität Frankfurt am Main ab 2010 Biowissenschaften (Bachelorabschluss 2014) und ab 2014 Interdisciplinary Neuroscience (Masterabschluss 2016). Während ihrer Studienzeit absolvierte sie Auslandsaufenthalte in London und Boston. Von 2016 bis 2024 promovierte sie am Edinger-Institut am Universitätsklinikum Frankfurt. Zum Wintersemester 2020/2021 begann sie parallel mit einem Medizinstudium in Frankfurt, in welchem sie derzeit beurlaubt ist. Bis zum Antritt ihres Landtagsmandats arbeitete sie zudem als wissenschaftliche Mitarbeiterin in der molekularen Diagnostik am Universitätsklinikum Frankfurt.
Müller wohnt in Morbach.

## Politik
Müller ist seit 2007 Mitglied der SPD. Von 2010 bis 2012 war sie Vorsitzende des SPD-Ortsvereins Morbach. Von 2010 bis 2019 war sie Mitglied des Kreistages des Landkreises Bernkastel-Wittlich. An der Universität Frankfurt war sie von 2015 bis 2018 Sprecherin der Hochschulgruppe der Friedrich-Ebert-Stiftung. Bei der Landtagswahl in Rheinland-Pfalz 2021 kandidierte sie als Ersatzbewerberin von Bettina Brück im Wahlkreis Bernkastel-Kues/Morbach/Kirchberg (Hunsrück). Nachdem Brück zur Staatssekretärin ernannt worden war, legte diese ihr Landtagsmandat nieder. Müller rückte am 18. Mai 2021 für Brück in den Landtag nach.

## Mitgliedschaften
Müller ist Mitglied der Arbeiterwohlfahrt und des Weißen Rings.